# Krus (Insel)
Krus ist eine der indonesischen Kei-Inseln.

## Geographie
Krus liegt nördlich der Insel Kei Kecil. Krus gehört zum Distrikt (Kecamatan) Pulau Dullah Selatan des Regierungsbezirks (Kabupaten) der Südostmolukken (Maluku Tenggara). Dieser gehört zur indonesischen Provinz Maluku.